# Alchemilla amardica
Alchemilla amardica är en rosväxtart som beskrevs av Werner Hugo Paul Rothmaler. Alchemilla amardica ingår i släktet daggkåpor, och familjen rosväxter. Inga underarter finns listade i Catalogue of Life.